# Luxemburg, Bolgrad
Peremoha (în ucraineană Перемога, în germană Luxemburg) este un sat în comuna Borodino din raionul Bolgrad, regiunea Odesa, Ucraina.
Satul a fost locuit de germanii basarabeni.

## Demografie
Componența lingvistică a localității Luxemburg
     Bulgară (84,27%)
     Ucraineană (5,47%)
     Rusă (4,27%)
     Română (2,22%)
Conform recensământului din 2001, majoritatea populației localității Luxemburg era vorbitoare de bulgară (84,27%), existând în minoritate și vorbitori de ucraineană (5,47%), rusă (4,27%), găgăuză (3,25%) și română (2,22%).